# Światosław III

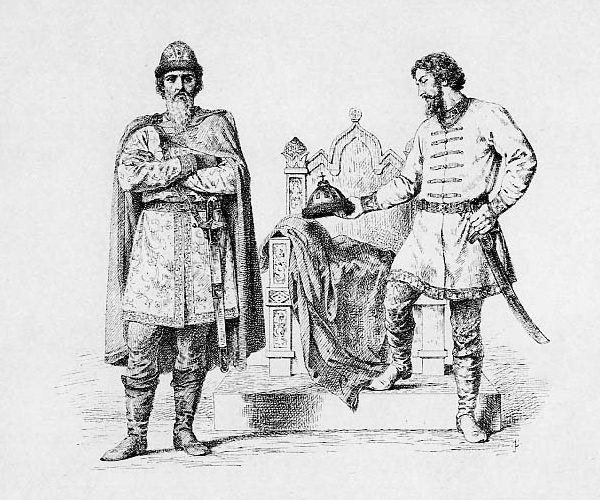
Światosław III Wsiewołodowicz (rycina)

Światosław Gabriel (ur. 27 marca 1196, zm. 3 lutego 1252) – książę nowogrodzki od 1209, juriewski, wielki książę włodzimierski w latach 1247–1248.

## Życiorys
Był synem Wsiewołoda Wielkie Gniazdo i jego pierwszej żony Marii.
Poślubił nieznaną z imienia córkę Dawida, księcia muromskiego. Miał z nią syna Dymitra, księcia juriewskiego.